# Галванотехника
Галванотехника је скуп електрохемијских поступака за наношење металног слоја на површину неког предмета, ради заштите или декорације. Обухвата електроплатирање (галваностегију) — наношење танког слоја неког метала на површину другог метала ради постизања експлоатацијских и декоративних својстава (калајисање, цинковање, хромирање, бакрење, никловање, позлата) и електрообликовање (галванопластику) — производњу сложених конструкцијских делова, калупа и матрица таложењем метала на електро-проводљиви модел.